# Инучины
Инучины — река в России, протекает по территории Надымского района Ямало-Ненецкого АО. Устье реки находится в 493 км по левому берегу реки Надым. Длина реки — 44 км. В 25 км от устья по правому берегу впадает река Нюдяинучины.

## Данные водного реестра
По данным государственного водного реестра России относится к Нижнеобскому бассейновому округу, водохозяйственный участок реки — Надым. Речной бассейн реки — Надым.
Код объекта в государственном водном реестре — 15030000112115300047347.